# Аибонито (Порторико)
Аибонито (шп. Aibonito) је општина у америчкој острвској територији Порторико, острвској држави Кариба.

## Демографија
По попису из 2010. године број становника је 25.900, што је 593 (-2,2%) становника мање него 2000. године.
| Група             | 2000.          | 2010.          |
| Белци             | 123 (0,5%)     | 141 (0,5%)     |
| Афроамериканци    | 1.193 (4,5%)   | 1.878 (7,3%)   |
| Азијати           | 11 (0,0%)      | 9 (0,0%)       |
| Хиспаноамериканци | 26.352 (99,5%) | 25.729 (99,3%) |
| Укупно            | 26.493         | 25.900         |